# Рой, Авиджит
Авиджит Рой (бенг. অভিজিৎ রায়; 12 сентября 1972 — 26 февраля 2015) — американо-бангладешский интернет-активист, писатель и блогер, известен как создатель и руководитель интернет-сообщества «Mukto-Mona» для свободомыслящих людей, рационалистов, скептиков, атеистов и гуманистов, в основном бенгальцев и других людей южно-азиатского происхождения. Авиджит Рой был сторонником свободы выражения в Бангладеш, координируя международные протесты против правительственной цензуры и тюремного заключения блогеров-атеистов. 26 февраля 2015 года на него напали на улице в Дакке и забили до смерти с помощью мачете. Исламистская военизированная организация «Ансаруллах Бангла Тим» взяла на себя ответственность за это убийство.

## Ранний период жизни и образование
Его отец Аджой Рой был профессором физики в Даккском университете и имел наградную медаль «Ekushey Padak». Aвиджит получил степень бакалавра в области машиностроения в Бангладешском университете инженерии и технологии. Имел степень магистра и доктора наук в области биомедицинской инженерии в Национальном университете Сингапура.

## Карьера
В 2006 году переехал в Атланту, штат Джорджия, где работал инженером-программистом.

### «Mukto-Mona»
Авиджит Рой был основателем веб-сайта «Bangladeshi Mukto-Mona» («свободомыслящие»), который являлся одним из номинантов премии «The BOBs» (Best of Blogs) в категории «Лучший онлайн-активизм». На сайте были опубликованы угрозы убийством, которые автор Хумаюн Азад получил до того, как был убит. «Mukto-Mona» начала свою деятельность как часть «Yahoo! Groups» в мае 2001 года, но отдельным веб-сайтом стала в 2002 году.
Авиджит Рой описывал свою деятельность в Бангладеш как запретную. Он получал угрозы убийством от фундаменталистских блогеров за свои статьи и книги. Сайт интернет-торговли Бангладеш Rokomari.com прекратил продавать книги Авиджита Роя после того, как его владелец получил угрозу убийством от исламистов.

### Участие в протестах
Авиджит Рой заявлял, что его цель — построить общество, которое не связано произвольным диктатом власти, удобного суеверия, удушающих традиций или ортодоксальности, а основано на разуме, сострадании, человечности, равенстве и науке.
В 2013 году бангладешская группа «Blogger and Online Activist Network» (BOAN) инициировала акции протеста, где протестующие требовали смертной казни для лидера исламистов и военного преступника Абдула Кадера Муллы, а также отстранения «Джамаат-и ислами Бангладеш» от политики. В ответ исламистские группы организовали акции протеста, призывающие к казни «блогеров-атеистов», обвиняемых в оскорблении ислама, и введению закона о богохульстве. Многие блогеры-атеисты, которые поддерживали акции протеста, подверглись нападениям, и 15 февраля 2013 года исламистские группировки убили Ахмеда Раджиба Хайдера. 7 марта 2013 года на блогера Асифа Мохиуддина, известного как Настик Ноби (пророк-атеист), напали четыре человека около дома. Нападающие находились под влиянием Анвара аль-Авлаки и Саннира Рахмана.
Асиф Мохиуддин, лауреат премии «The BOBs» за онлайн-активность, попал в список жертв исламистов, в который также входил убитый профессор социологии Шафиул Ислам. Блог Мохиуддина был закрыт Комиссией по регулированию электросвязи Бангладеш, он сам был заключен в тюрьму за публикацию «оскорбительных комментариев об исламе и пророке Мухаммеде». Светское правительство арестовало несколько других блогеров и заблокировало около дюжины веб-сайтов и блогов, а также предоставило полицейскую защиту некоторым блогерам.
Международные организации, включая «Human Rights Watch», «Amnesty International», «Репортёры без границ» и «Комитет защиты журналистов», осудили тюремное заключение блогеров и атмосферу страха у журналистов.
Авиджит Рой писал, что ему противно видеть, что бангладешские СМИ изображают в глазах общественности молодых блогеров как «мошенников». Он обращался в западные средства массовой информации, «Центр расследований» и «Международный гуманистический и этический союз» с просьбой оказать поддержку. Авиджит Рой продолжал координировать международные акции протеста в Дакке, Нью-Йорке, Вашингтоне, Лондоне, Оттаве и других городах в поддержку блогеров, находящихся в тюрьме. К нему присоединились писатели, активисты и видные светские деятели и интеллектуалы во всем мире, в том числе Салман Рушди, Таслима Насрин, Хемант Мехта, Марьям Намази, Пол Захари Майерс, Ану Мухаммед, Аджой Рой, Кайюм Чоудхури, Раменду Маджумдар и Мухаммед Зафар Икбал в публичном выражении их солидарности с арестованными блогерами.

## Убийство
В 2015 году Авиджит Рой отправился в Дакку со своей женой Боней Ахмед во время книжной ярмарки «Ekushey Book Fair». Вечером 26 февраля они возвращались домой с ярмарки на велосипедной рикше. Примерно в 20:30 они подверглись нападению со стороны неизвестных лиц возле перекрестка Учительского центра Университета Дакки. По словам свидетелей, двое нападавших остановились и вытащили их из рикши на тротуар, а затем стали наносить по ним удары мачете. Авиджиту Рою проломили голову, а его жена получила резанные раны на плечах и ей отрубили пальцы на левой руке. Они были доставлены в больницу медицинского колледжа Дакки, где Авиджит Рой был объявлен мертвым около 22:30 часов, а его жена выжила. В интервью «Newshour» «Би-би-си» Боня Ахмед сказала, что полицейские стояли рядом, когда на них напали, но не вмешались в происходящее.
В сообщении в Твиттере на следующий день после его смерти ответственность за убийство взяла на себя исламистская группировка, называющая себя «Ансар Бангла-7». По некоторым сведениям, она является той же организацией, что и «Ансаруллах Бангла Тим». 27 февраля 2015 года было возбуждено уголовное дело по факту убийства блогера, но нападавшие не стали известны. Согласно источникам в полиции, они стали расследовать действия местной исламистской группировки, которая похвалила убийство блогера.
1 марта 2015 года тело Авиджита Роя было размещено возле памятника «Апарахейо Бангла» перед зданием факультета искусств в Университете Дакки, где собрались люди из всех слоев общества, включая его друзей, родственников, доброжелателей, учителей и студентов. Они принесли цветы, чтобы выразить своё уважение к убитому блогеру. По желанию Авиджита Роя его тело было передано медицинскому колледжу Дакки для исследований.
6 марта 2015 года группа из четырех человек Федерального бюро расследований (ФБР) вместе со Специальным отделом полиции Бангладеш осмотрела место происшествия, где был убит блогер. Сотрудники ФБР собрали доказательства с места преступления и сделали фотосъёмку, чтобы помочь в расследовании убийства.
3 мая 2015 года лидер Аль-Каиды на Индийском субконтиненте взял на себя ответственность за убийство Авиджита Роя и смерть других «богохульников» в Бангладеш в отчёте, опубликованном «SITE Intelligence Group».

### Аресты
2 марта 2015 года сотрудники батальона быстрого реагирования арестовали радикального исламиста Фараби Шафиура Рахмана. Полиция подозревала, что Фараби Шафиур Рахман узнал местонахождение Авиджита Роя, установил его личность, нашёл по семейным фотографиям и т. д. вместе с убийцами. Фараби несколько раз угрожал Авиджиту Рою в блогах и социальных сетях, включая «Facebook». В разных постах в комментариях он говорил, что Авиджит Рой будет убит после приезда в Дакку.
Правительство Бангладеш решило обратиться за помощью в Федеральное бюро расследований для помощи в раскрытии убийства блогера. 18 августа 2015 года три члена группы «Ансаруллах Бангла Тим», в том числе гражданин Великобритании Тоухидур Рахман, которого полиция назвала главным организатором нападений на Авиджита Роя и Ананту Бижоя Даса, были арестованы в связи с этими двумя убийствами.

### Реакция
После убийства Авиджита Роя студенты, учителя, блогеры и интеллектуалы по всей стране собрались в Университете Дакки, требуя быстрого ареста убийц. На веб-сайте «Mukto-Mona» на бенгальском языке было сообщение «Мы скорбим, но мы победим» на черном фоне.
Пресс-секретарь генерального секретаря ООН Стефан Дюжаррик осудил убийство: «О нападении на блогера мы поговорили с нашими коллегами по правам человека, которые, очевидно, осудили это нападение и выразили надежду, что виновные будут быстро привлечены к ответственности через надлежащие правовые процедуры».
Глава организации «Репортеры без границ» в Азиатско-Тихоокеанском регионе заявил: «Мы шокированы этим актом варварства» и добавил, что недопустимо, чтобы полиция уделяла так много времени арестам журналистов, цензуре новостей и расследованию деятельности блогеров, когда многие нападения на интернет-активистов до сих пор остаются безнаказанными.
Генеральный директор «Индекса цензуры» Джоди Гинсберг заявила: «Мы выражаем соболезнования семье Авиджита Роя. Он преследовал целью просто выражать свои убеждения, и мы потрясены его смертью и осуждаем все подобные убийства».
Координатор азиатской программы Комитета защиты журналистов заявил: «Это нападение символизирует культуру безнаказанности, которая пронизывает Бангладеш, где отсутствие ответственности за предыдущие нападения на журналистов продолжает вызывать смертельный цикл насилия».
Представитель ООН в Центре расследований заявил, что «Авиджит был не только блестящим и преданным сторонником свободы выражения мнений и секуляризма, но и очень хорошим человеком». Эндрю Копсон из Британской гуманистической ассоциации, которая наградила в 2014 году Авиджита Роя премией «За свободу выражения», заявил: «Со смертью Авиджита Бангладеш потерял не только сына, но и решительного сторонника защиты прав человека и равенства всех людей».
Британский верховный комиссар Роберт Гибсон выразил свою обеспокоенность в «Твиттере», написав: «Потрясен жестоким убийством Авиджита Роя, как и всем насилием, которое имело место в Бангладеш в последние месяцы».

## Работы
- Roy, Avijit. Alo Hate Choliyache Andharer Jatri = bn:আলো হাতে চলিয়াছে আঁধারের যাত্রী (бенг.). — Dhaka: Ankur Prakashani. — ISBN 9844641241.

- Roy, Avijit. Mahabishe Pran O Budhimattar Khonje = bn:মহাবিশ্বে প্রাণ ও বুদ্ধিমত্তার খোঁজে (бенг.). — Dhaka: Obshor Prokashan, 2007. — ISBN 9844152127.

- Roy, Avijit. Bisshash Er Virus = bn:বিশ্বাসের ভাইরাস (бенг.). — Dhaka: Shuddhashar Prokashani, 2008.[67]

- Roy, Avijit. Somokamita: Ekti Boigganik Ebong Shomaj Monostattik Onushandhan = bn:সমকামিতা : একটি বৈজ্ঞানিক এবং সমাজ-মনস্তাত্বিক অনুসন্ধান (бенг.). — Mukto-Mona.com. — Dhaka, 2010.

- Abir, Raihan; Roy, Avijit. Obisshahser Dorshon = bn:অবিশ্বাসের দর্শন (бенг.). — Dhaka: Jagriti Prokashoni, 2011. — ISBN 978-984-8972-02-1.
- Roy, Avijit. Bisshash Er Virus: Bisshash Er Bibortinio Bishleshon = bn:বিশ্বাসের ভাইরাস: বিশ্বাসের বিবর্তনীয় বিশ্লেষণ) (бенг.). — Dhaka: Jagriti Prokashoni, 2014. — ISBN 9789849091455.